# Berlinska trilogija
Berlinsku trilogiju čine tri studijska albuma engleskog pjevača i skladatelja Davida Bowieja: Low (iz 1977.), "Heroes" (iz 1977.) i Lodger (iz 1979.). Ti su uradci bili snimljeni nakon što se Bowie krajem 1976. preselio u Zapadni Berlin te je na njima eksperimentirao s elementima elektroničke glazbe, krautrocka, ambijentalne i svjetske glazbe u suradnji s američkim producentom Tonyjem Viscontijem i engleskim glazbenikom Brianom Enom.
Ta je tri albuma Bowie počeo nazivati Berlinskom trilogijom tijekom promidžbe Lodgera, iako je "Heroes" jedini dio trilogije koji je većim dijelom bio snimljen u Berlinu. Svaki je uradak ušao u top 5 mjesta na britanskim ljestvicama. Bowie je kasnije glazbu na toj trilogiji opisao svojom "DNK". Consequence of Sound izjavio je da je trilogija "trostruki pogodak art rocka", dok je Rolling Stone napisao da "sadrži najinovativniju glazbu u glazbenikovom utjecajnovom opusu".

## Pozadina
Nakon perioda u liku Mršavog Bijelog Vojvode i komercijalno uspješnih singlova "Fame" i "Golden Years" 1976. godine Bowie je želio napustiti narkomansku kulturu Los Angelesa, gdje je postao ovisan o kokainu. Također je postao i središtem polemika zbog svojih komentara kojim je naočigled podržao fašizam. Rekao je da se čudno ponašao zbog ovisnosti i lošeg psihičkog zdravlja te dodao: "Bio sam potpuno lud i izvan sebe". To je vrijeme nazvao "najmračnijim razdobljem svojega života" i priznao da se zbog svoje "astronomske" ovisnosti o kokainu ne sjeća snimanja Station to Stationa, koje se odvijalo u Los Angelesu krajem 1975. godine. Budući da mu se zdravlje pogoršavalo, Bowie je pokušao manje konzumirati kokain i postepeno se odmaknuti od lika Thin White Dukea, kojeg je počeo smatrati "doista gadnim". Rekao je: "Bilo je to opasno razdoblje. Bio sam fizički i emocionalno izmučen i počeo sam preispitivati svoj razum".
Bowie se tijekom druge polovice 1976. preselio u Švicarsku. Ondje je počeo proučavati različite oblike umjetnosti i posjećivati galerije u Ženevi te muzej Brücke u Berlinu te je tako (prema riječima biografa Christophera Sandforda) postao "plodan stvaratelj i kolekcionar modernih umjetničkih djela ... Ne samo da je postao poznata mecena ekspresionističke umjetnosti, već se zatvoren u Clos des Mésangesu odlučio više posvetiti klasičnoj glazbi i književnosti te je počeo pisati autobiografiju". Kasnije se te godine Bowie s prijateljem i pjevačem Iggyjem Popom preselio u Berlin kako ne bi toliko bio u središtu pozornosti i kako bi se lakše nosio sa svojom ovisnošću:
Dok je dijelio stan s Iggyjem Popom, Bowie se počeo zanimati za njemačku glazbenu scenu, koju su činili izvođači kao što su Tangerine Dream, Kraftwerk, Cluster, Harmonia i Neu!. Prije nego što su se preselili u stan u ulici Hauptstraße, Pop i Bowie neko su vrijeme živjeli s Edgarom Froeseom iz Tangerine Dreama i njegovom obitelji u njihovoj kući u Schönebergu. Froese je također pomogao Bowieju da se oporavi i upoznao ga s berlinskom podzemnom glazbenom scenom. Bowie je rekao da ga se Froeseov samostalni album Epsilon in Malaysian Pale snažno dojmio i da je postao popratna glazba njegovom životu u Berlinu. Dok se nekoliko mjeseci oporavljao, također ga je počeo zanimati i minimalistični album Discreet Music Briana Ena (iz 1975.). Upoznao je Ena 1976. i ubrzo nakon toga počeo je surađivati s njim i producentom Tonyjem Viscontijem. Iste je godine Bowie s Popom napisao pjesme za Popov debitantski samostalni album The Idiot (iz 1977.) te je bio i njegov producent. Budući da je rad na The Idiotu počeo prije nego na Lowu, često se smatra da je Popov The Idiot neslužbeni početak Bowiejevog berlinskog razdoblja, premda su ta dva albuma bila snimljena u gotovo isto vrijeme.

## Povijest

### 1976. – 1977.:Low
Album Low (iz 1977.) bio je sniman u vrijeme dok se Bowie borio s teškim privatnim problemima, među kojima su bili problematični brak i ovisnost o drogi: "Na albumu Low prisutno je mnogo boli. Tad sam se prvi put pokušao riješiti kokaina, što je bilo strahovito bolno. I preselio sam se u Berlin kako bih to postigao. Preselio sam se iz svjetskog centra kokaina [Los Angelesa] u svjetski centar bijeloga. Na svu sreću, bijelo mi se nije svidjelo pa nisam bio u opasnosti". Visconti je izjavio da naziv djelomično aludira na Bowiejeva "loša" raspoloženja tijekom skladanja i snimanja tog albuma. Na tom se uratku Bowie prvi put počeo baviti elektroničkom i ambijentalnom glazbom. Na prvoj se strani albuma nalaze kraći, izravni isječci avant-pop pjesama; druga se strana uglavnom sastoji od duljih, instrumentalnih skladbi. Iako mu se često pogrešno pripisuju zasluge za produkciju Lowa, Eno je bio umjetnički direktor i skladao veći dio druge strane albuma te je napisao instrumental za pjesmu "Warszawa" dok je Bowie bio na pariškom sudu na kojem je podnio tužbu protiv svojeg bivšeg menadžera. Djelomično nadahnut krautrockom Tangerine Dreama, Kraftwerka i sastava Neu! Low je pokazao odmak od pripovijedanja u Bowiejevim pjesamama prema apstraktnijim pjesmama u kojima su tekstovi povremeni i neobavezni.
Low i The Idiot većim su dijelom bili snimljeni u Francuskoj; od uradaka u Bowiejevoj trilogiji samo su Low i "Heroes" bili snimljeni u studiju Hansa Studios u Berlinu, kojem je nadimak bio "Hansa pored zida" zbog toga što je bio blizu upečatljive strukture koja je odvajala Zapadni od Istočnog Berlina. Iako je dovršio album u studenom 1976. godine, njegovoj je diskografskoj kući bilo potrebno još tri mjeseca da ga objavi. Nakon objave dobio je mnoštvo negativnih kritika; RCA, njegova diskografska kuća koja je namjeravala održati dotadašnji komercijalni uspjeh pjevača, u početku nije prihvatila album, a Bowiejev bivši menadžer, Tony Defries, koji je i dalje namjeravao zaraditi na pjevaču, pokušao je spriječiti njegovu objavu. Usprkos tome, singl "Sound and Vision" pojavio se na trećem mjestu britanskih ljestvica, dok je sam Low nadišao uspjeh Station to Stationa — pojavio se na drugom mjestu britanskih ljestvica.

### 1977. – 1978.:"Heroes"i svjetska turneja
Iako je ponovio minimalističan i instrumentalan stil koji je bio prisutan na Lowu, na drugom su se dijelu trilogije, albumu "Heroes" (iz 1977.), pojavilo više elemenata popa i rocka; na tom se uratku Bowieju pridružio Robert Fripp, česti Enov suradnik i gitarist grupe King Crimson. Poput Lowa, "Heroes" je prikazao duh vremena uoči hladnog rata, simbolički prikazanog podijeljenim gradom Berlinom. Mnogo je izvora ambijentalnih zvukova na albumu, a među njima su generatori bijele buke, sintesajzeri i koto. Uradak je također bio uspješan i našao se na trećem mjestu britanskih ljestvica. Njegova naslovna skladba, iako se pojavila tek na 24. mjestu britanske ljestvice singlova, vrlo je brzo postala popularna i nekoliko mjeseci kasnije bila je objavljena na njemačkom i francuskom. Aludirajući na rastuću scenu novog vala RCA Records reklamirao je "Heroes" sloganom "Postoji stari val. Postoji novi val. A postoji i David Bowie..."
Nakon što je 1977. objavio "Heroes", Bowie je proveo veći dio 1978. na svjetskoj turneji Isolar II tijekom koje je na sedamdeset koncerata u 12 država izveo glazbu s prva dva albuma Berlinske trilogije pred gotovo milijun ljudi. Do tog se vremena uspješno odviknuo od droge; životopisac David Buckley napisao je da je Isolar II bila "Bowiejeva prva turneja u pet godina tijekom koje se vjerojatno nije anestezirao ogromnim količinama kokaina prije odlaska na pozornicu. ... Bez nesvjestice koju su mu prije izazivale droge sad je bio dovoljno psihički zdrav da stvara prijatelje." Snimke s turneje pojavile su se na koncertnom albumu Stage, koji je bio objavljen iste godine.

### 1979.:Lodger
U vrijeme albuma Lodger (iz 1979.) Bowie je počeo govoriti o prethodnim dvama albumima kao o početku trilogije utemeljene na gradu Berlinu koja završava Lodgerom, što je uglavnom bila marketinška tehnika kojom je nastojao podržati neobičan novi album. Na Lodgeru, posljednjem dijelu onoga što je Bowie nazvao svojim "triptihom", više nije bila prisutna minimalistična, ambijentalna priroda prethodnih dvaju albuma, već je došlo do djelomičnog povratka bubnjarskom i gitarističkom rocku i popu iz vremena prije berlinskog razdoblja. Bio je snimljen u Švicarskoj i New Yorku te ga čini spoj novog vala i svjetske glazbe, s time da se na određenim mjestima pojavljuju glazbene ljestvice istočnjačkog podrijetla. Neke su pjesme nastale uz pomoć karata iskrivljenih strategija koje su osmilili Eno i Peter Schmidt: Na "Boys Keep Swinging" članovi sastava morali su zamijeniti glazbala, na "Move On" su akordi ranije Bowiejeve skladbe "All the Young Dudes" bili svirani unatrag, dok su se na "Red Money" pojavile pozadinske dionice iz "Sister Midnight", pjesme koju je Bowie prethodno skladao s Iggyjem Popom. Uradak je bio snimljen u Švicarskoj. Prije nego što je bio objavljen, Mel Ilberman iz RCA-a izjavio je: "Mogli bismo ga nazvati Bowiejevim Sergeant Pepperom ... Konceptualni je album koji prikazuje naslovnog podstanara kao lutalicu bez kuće, kojeg muče stresovi života i tehnologija".
Lodger je u početku dobivao miješane kritike; životopisac Christopher Sandford izjavio je: "Uradak je čudnim odlukama uništio velika očekivanja, a nakon njega je Bowie na petnaest godina prestao raditi s Enom". Lodger se našao na 4. mjestu britanskih ljestvica i 20. mjestu ljestvica u SAD-u te su s njega bili objavljenih singlovi "Boys Keep Swinging" (koji se našao na 7. mjestu britanskih ljestvica) i 
"DJ". Krajem godine Bowie i njegova supruga Angela započeli su s postupkom razvoda i, nakon nekoliko mjeseci mučne parnice, razveli su se početkom 1980. godine. Početkom 1980-ih Bowie se preselio u New York City.